# Willi Blume (Politiker, 1913)
Willi Blume (* 9. Juli 1913 in Leimbach; † 29. Januar 1995 in Salzgitter) war ein deutscher Lehrer und SPD-Politiker. Von 1968 bis 1981 war er Oberbürgermeister der Stadt Salzgitter.

## Leben
Blume wurde im Mansfelder Land geboren. Seine Eltern zogen kurz darauf nach Braunschweig, wo er seine Kindheit verbrachte und an der Lessingschule das Abitur bestand. Aufgrund seiner Mitarbeit bei dem sozialistischen Jugendverband Falken wurde er unter den Nationalsozialisten anfangs nicht zum Pädagogik-Studium zugelassen und musste erst als Freiwilliger den Reichsarbeitsdienst ableisten. Er schloss das Studium 1939 an der Pädagogischen Hochschule Braunschweig ab und erhielt eine erste Stelle. Während des Zweiten Weltkriegs wurde er zum Kriegsdienst eingezogen. Blume wurde 1945 Lehrer in Beddingen. 1950 ging er an die Schule in Lichtenberg, bevor er 1953 Rektor der Volksschule „An der Krähenriede“ in Salzgitter-Lebenstedt wurde.

## Politische Karriere
Blume, seit 1946 Mitglied der SPD, wurde 1960 in den Rat der Stadt Salzgitter berufen. Er erhielt 1965 das Amt des Zweiten Bürgermeisters und wurde nach den Kommunalwahlen vom 29. September 1968 zum Oberbürgermeister gewählt. Im Vorfeld der großen niedersächsischen Gebiets- und Verwaltungsreform wurde ab Mitte der 1960er Jahre die Lebensfähigkeit der noch jungen Stadt Salzgitter diskutiert. Gemeinsam mit Oberstadtdirektor Günther Paslat lehnte Blume ab 1968 gegenüber der Sachverständigenkommission (Weber-Kommission) mögliche Auflösungsmodelle für die Stadt Salzgitter ab. Die Stadt blieb unverändert erhalten, die Ortschaften Üfingen und Sauingen wurden am 1. März 1974 als 30. und 31. Stadtteil eingegliedert. Eine innerstädtische Umstrukturierung erfolgte 1972, als die 29 Stadtteile mit Ortsräten und Ortsvorstehern abgeschafft und dafür sieben Ortschaften mit Ortsräten und Oberbürgermeistern eingerichtet wurden. Blume rief die jährlich stattfindenden „Salzgitter-Gespräche“ zwischen der Stadt und dem für diese bedeutendsten Arbeitgeber, der Salzgitter AG, ins Leben. Er war auch in überregionalen Gremien, wie z. B. im Schulausschuss des Deutschen Städtetages aktiv. Während Blumes Amtszeit wurden Städtepartnerschaften mit Swindon, Imatra und Créteil begründet. Nach den Kommunalwahlen 1981 wurde Rudolf Rückert (CDU) neuer Oberbürgermeister. Blume wurde zum ersten Bürgermeister gewählt, von welchem Amt er im August 1988 zurücktrat. Bis 1991 war er Ratsherr der Stadt Salzgitter, wo er 1995 im Alter von 81 Jahren starb.

## Ehrungen
- Bundesverdienstkreuz am Bande (1. September 1977)[2]
- Bundesverdienstkreuz 1. Klasse (31. Januar 1982)[2]
- Ehrenbürger von Salzgitter (1983)
- Willi-Blume-Weg in Thiede (Salzgitter)